# Serrat dels Orris
El Serrat dels Orris és una serra situada al municipi de Montferrer i Castellbò a la comarca de l'Alt Urgell, amb una elevació màxima de 1.703 metres.